# Championnat de Belgique de football 2001-2002
Navigation
Saison précédente Saison suivante
Le championnat de Belgique de football 2001-2002 est la 99e saison du championnat de première division belge. Le championnat oppose 18 équipes en matches aller-retour.
Dès le début du championnat, trois clubs se détachent en haut de classement. Il s'agit des trois derniers champions de Belgique, le Club Bruges KV, le KRC Genk et le Sporting Anderlecht. Le titre se joue lors de l'avant-dernière journée qui voit Genk s'imposer et prendre une avance décisive sur ses deux poursuivants. Le club remporte ainsi son deuxième titre de champion de Belgique, trois ans après le précédent. Bruges termine finalement à deux points et Anderlecht à six.
Dans le bas de tableau, le KSK Beveren est clairement plus faible que les autres. Le club termine avec seulement deux victoires et huit partages pour 24 défaites, avec la moins bonne attaque (30 buts inscrits) et la plus mauvaise défense (91 buts encaissés). Condamnés à la relégation sur le terrain, les waeslandiens sont les grands bénéficiaires de l'introduction de critères plus stricts dans l'attribution de la licence pour le football rémunéré, indispensable pour pouvoir jouer dans les deux plus hautes divisions nationales.
Tout d'abord, l'Eendracht Alost, avant-dernier et donc déjà relégué en Division 2, ne reçoit pas sa licence et est renvoyé directement en Division 3. Le second club sanctionné est le Racing White Daring de Molenbeek, promu en début de saison et dixième au classement final. Les molenbeekois n'obtiennent pas leur licence à cause d'un passif trop important et sont renvoyés eux aussi directement en troisième division, ce qui permet donc à Beveren de rester en Division 1. Après cette rétrogradation administrative, le club cesse ses activités et disparaît du paysage footballistique belge.

## Clubs participants
Dix-huit clubs prennent part à ce championnat, soit autant que lors de l'édition précédente. Ceux dont le matricule est indiqué en gras existent toujours aujourd'hui.
| #  | Nom                                                     | Mat. | Ville                | Stades                      | Entraîneur          | En D1 depuis (série) | Total en D1 | Saison précédente |
| -- | ------------------------------------------------------- | ---- | -------------------- | --------------------------- | ------------------- | -------------------- | ----------- | ----------------- |
| 1  | Koninklijke Sportclub Eendracht Aalst                   | 90   | Alost                | Pierre Cornelisstadion      | Manu Ferrera        | 1994-1995 (8e)       | 16e         | 16e               |
| 2  | Royal Sporting Club Anderlecht                          | 35   | Anderlecht           | Stade Constant Vanden Stock | Aimé Anthuenis      | 1935-1936 (65e)      | 71e         | 1er               |
| 3  | Royal Antwerp Football Club                             | 1    | Deurne               | Bosuilstadion               | Wim De Coninck      | 2000-2001 (2e)       | 94e         | 12e               |
| 4  | Koninklijke Football Club Germinal Beerschot Antwerpen  | 3530 | Anvers               | Kiel                        | Franky Van der Elst | 1989-1990 (13e)      | 13e         | 6e                |
| 5  | Koninklijke Sportkring Beveren                          | 2300 | Beveren              | Freethielstadion            | Jean-Marc Guillou   | 1997-1998 (5e)       | 41e         | 14e               |
| 6  | Club Brugge Koninklijke Voetbalvereniging               | 3    | Bruges               | Olympiastadion              | Trond Sollied       | 1959-1960 (43e)      | 80e         | 2e                |
| 7  | Royal Charleroi Sporting Club                           | 22   | Charleroi            | Stade du Mambourg           | Enzo Scifo          | 1985-1986 (17e)      | 38e         | 9e                |
| 8  | Koninklijke Racing Club Genk                            | 322  | Genk                 | Fenixstadion                | Sef Vergoossen      | 1996-1997 (6e)       | 20e         | 11e               |
| 9  | Koninklijke Atletieke Associatie Gent                   | 7    | Gand                 | Jules Ottenstadion          | Patrick Remy        | 1989-1990 (13e)      | 63e         | 5e                |
| 10 | Royal Standard de Liège                                 | 16   | Sclessin             | Stade de Sclessin           | Michel Preud'homme  | 1921-1922 (78e)      | 83e         | 3e                |
| 11 | Koninklijke Lierse Sportkring                           | 30   | Lierre               | Herman Vanderpoortenstadion | Regi Van Acker      | 1988-1989 (14e)      | 65e         | 10e               |
| 12 | Koninklijke Sporting Club Lokeren Sint-Niklaas Waasland | 282  | Lokeren              | Daknamstadion               | Paul Put            | 1996-1997 (6e)       | 25e         | 4e                |
| 13 | Koninklijke Football Club Lommelse Sportkring           | 1986 | Lommel               | Stedelijk Sportstadion      | Harm van Veldhoven  | 2001-2002 (1re)      | 9e          | Division 2 : 1er  |
| 14 | Royale Association Athlétique Louviéroise               | 93   | La Louvière          | Stade du Tivoli             | Daniel Leclercq     | 2000-2001 (2e)       | 5e          | 15e               |
| 15 | Racing White Daring de Molenbeek                        | 47   | Molenbeek-Saint-Jean | Stade Edmond Machtens       | Patrick Thairet     | 2001-2002 (1re)      | 43e         | Division 2 : 3e   |
| 16 | Royal Excelsior Mouscron                                | 224  | Mouscron             | Le Canonnier                | Hugo Broos          | 1996-1997 (6e)       | 6e          | 7e                |
| 17 | Koninklijke Sint-Truidense Voetbalverening              | 373  | Saint-Trond          | Stayenveld                  | Jacky Mathijssen    | 1994-1995 (8e)       | 29e         | 13e               |
| 18 | Koninklijke Voetbalclub Westerlo                        | 2024 | Westerlo             | Het Kuipje                  | Jan Ceulemans       | 1997-1998 (5e)       | 5e          | 8e                |

### Localisation des clubs
| RWD Molenbeek Lommel Antwerp FC GBA Lierse SK KVC Westerlo AA Gent KSC Lokeren KSK Beveren E. Aalst FC Bruges RSC Anderlecht Sint-Truidense VV KRC Genk Sporting Charleroi Mouscron RAA Louviéroise Standard de Liège |

## Résultats et classements

### Résultats des rencontres
Avec dix-huit clubs engagés, 306 matches sont au programme de la saison.
| Résultats (▼dom., ►ext.)                                   | AAL | AND | ANT | GBA | BEV | FCB | CHA | RCG | AAG | LIE | LOK | LOM | LOU | RWD | MOU | STT | STA | WES |
| K. SC Eendracht Aalst                                      |     | 1-5 | 0-0 | 3-3 | 0-1 | 1-1 | 1-1 | 0-0 | 1-3 | 0-2 | 2-1 | 0-1 | 0-0 | 2-4 | 0-5 | 1-1 | 1-2 | 0-1 |
| R. SC Anderlecht                                           | 3-1 |     | 3-0 | 1-0 | 3-0 | 1-0 | 2-1 | 3-3 | 2-0 | 7-1 | 0-0 | 2-0 | 5-2 | 2-2 | 4-2 | 0-2 | 0-0 | 3-3 |
| R. Antwerp FC                                              | 2-0 | 2-2 |     | 2-3 | 4-0 | 1-2 | 2-0 | 3-0 | 2-3 | 1-4 | 1-1 | 3-3 | 0-0 | 1-2 | 2-1 | 4-1 | 0-0 | 1-1 |
| K. FC GB Antwerpen                                         | 4-0 | 1-1 | 2-0 |     | 4-1 | 1-2 | 4-1 | 1-1 | 3-2 | 2-0 | 0-0 | 3-0 | 8-2 | 2-2 | 2-2 | 1-0 | 2-2 | 1-1 |
| K. SK Beveren                                              | 0-4 | 1-4 | 2-3 | 1-1 |     | 0-4 | 1-1 | 1-6 | 2-2 | 1-1 | 0-2 | 0-2 | 0-3 | 1-3 | 0-1 | 3-2 | 1-1 | 1-1 |
| Club Brugge KV                                             | 3-0 | 1-0 | 4-1 | 3-2 | 6-1 |     | 1-0 | 1-2 | 0-1 | 3-1 | 2-4 | 3-1 | 2-1 | 1-1 | 2-0 | 2-0 | 1-3 | 4-2 |
| R. Charleroi SC                                            | 2-1 | 1-1 | 5-0 | 1-0 | 1-1 | 0-4 |     | 0-3 | 0-3 | 3-1 | 1-0 | 1-3 | 2-1 | 3-1 | 0-2 | 0-3 | 0-0 | 4-2 |
| K. RC Genk                                                 | 5-0 | 1-1 | 2-1 | 4-4 | 5-1 | 3-2 | 3-2 |     | 2-1 | 4-2 | 3-3 | 4-2 | 5-1 | 2-0 | 3-1 | 2-2 | 1-1 | 2-0 |
| K. AA Gent                                                 | 2-2 | 2-2 | 3-3 | 1-1 | 2-1 | 2-2 | 3-0 | 0-0 |     | 2-3 | 1-1 | 0-0 | 2-1 | 3-5 | 1-1 | 4-2 | 2-5 | 4-1 |
| K. Lierse SK                                               | 3-1 | 2-0 | 2-1 | 1-1 | 3-3 | 0-2 | 1-2 | 1-2 | 1-2 |     | 1-1 | 6-3 | 0-1 | 1-2 | 3-3 | 0-2 | 1-1 | 4-1 |
| K. SC Lokeren S-N-W                                        | 1-0 | 0-1 | 0-0 | 3-2 | 1-0 | 0-1 | 1-0 | 2-2 | 0-1 | 2-1 |     | 1-0 | 2-2 | 4-0 | 2-1 | 0-1 | 1-1 | 2-0 |
| K. FC Lommelse SK                                          | 1-1 | 2-2 | 2-2 | 2-2 | 3-1 | 0-2 | 5-1 | 1-5 | 2-4 | 2-2 | 3-4 |     | 3-0 | 1-0 | 3-2 | 0-1 | 1-1 | 3-0 |
| R. AA Louviéroise                                          | 1-3 | 1-3 | 3-0 | 1-1 | 3-2 | 1-2 | 2-1 | 0-0 | 3-1 | 0-0 | 0-1 | 0-0 |     | 1-0 | 1-0 | 1-0 | 3-1 | 3-3 |
| RWD Molenbeek                                              | 4-3 | 2-3 | 2-0 | 2-2 | 3-0 | 2-3 | 0-1 | 2-5 | 0-1 | 1-0 | 1-0 | 0-1 | 1-0 |     | 1-1 | 1-2 | 2-1 | 0-1 |
| R. Excelsior Mouscron                                      | 6-1 | 1-1 | 5-1 | 3-1 | 3-0 | 2-0 | 0-1 | 2-4 | 0-1 | 2-0 | 4-0 | 1-0 | 2-0 | 4-1 |     | 3-0 | 2-0 | 1-2 |
| K. Sint-Truidense VV                                       | 3-1 | 0-2 | 3-1 | 2-2 | 4-2 | 5-3 | 2-1 | 0-1 | 0-1 | 0-2 | 1-0 | 4-3 | 1-0 | 1-2 | 1-2 |     | 1-1 | 2-0 |
| R. Standard de Liège                                       | 2-0 | 1-0 | 4-2 | 3-0 | 4-1 | 1-1 | 6-0 | 2-0 | 0-1 | 2-1 | 0-2 | 2-1 | 1-2 | 2-1 | 2-1 | 1-3 |     | 2-2 |
| K. VC Westerlo                                             | 0-1 | 1-2 | 2-1 | 1-2 | 1-0 | 1-4 | 3-3 | 0-0 | 3-1 | 5-4 | 0-1 | 6-0 | 0-1 | 4-0 | 0-2 | 0-0 | 1-2 |     |
| - Victoire à domicile - Match nul - Victoire à l'extérieur |     |     |     |     |     |     |     |     |     |     |     |     |     |     |     |     |     |     |

### Classement final
| Rang | Équipe                | Pts | J  | G  | N  | P  | Bp | Bc | Diff |
| ---- | --------------------- | --- | -- | -- | -- | -- | -- | -- | ---- |
| 1    | K. RC GENK            | 72  | 34 | 20 | 12 | 2  | 85 | 43 | +42  |
| 2    | Club Brugge KV C      | 70  | 34 | 22 | 4  | 8  | 74 | 41 | +33  |
| 3    | R. SC Anderlecht T S  | 66  | 34 | 18 | 12 | 4  | 71 | 37 | +34  |
| 4    | K. AA Gent            | 58  | 34 | 16 | 10 | 8  | 62 | 51 | +11  |
| 5    | R. Standard de Liège  | 57  | 34 | 15 | 12 | 7  | 57 | 38 | +19  |
| 6    | R. Excelsior Mouscron | 56  | 34 | 15 | 8  | 11 | 68 | 40 | +28  |
| 7    | K. SC Lokeren S-N-W   | 55  | 34 | 15 | 10 | 9  | 43 | 33 | +10  |
| 8    | K. Sint-Truidense VV  | 53  | 34 | 16 | 5  | 13 | 52 | 47 | +5   |
| 9    | K. FC GB Antwerpen    | 49  | 34 | 11 | 16 | 7  | 68 | 51 | +17  |
| 10   | RWD Molenbeek         | 44  | 34 | 13 | 5  | 16 | 50 | 59 | -9   |
| 11   | R. AA Louviéroise     | 44  | 34 | 12 | 8  | 14 | 41 | 52 | -11  |
| 12   | R. Charleroi SC       | 39  | 34 | 11 | 6  | 17 | 40 | 63 | -23  |
| 13   | K. FC Lommelse SK     | 39  | 34 | 10 | 9  | 15 | 54 | 66 | -12  |
| 14   | K. VC Westerlo        | 36  | 34 | 9  | 9  | 16 | 49 | 61 | -12  |
| 15   | K. Lierse SK          | 35  | 34 | 9  | 8  | 17 | 55 | 65 | -10  |
| 16   | R. Antwerp FC         | 31  | 34 | 7  | 10 | 17 | 47 | 67 | -20  |
| 17   | K. SC Eendracht Aalst | 21  | 34 | 4  | 9  | 21 | 32 | 73 | -41  |
| 18   | K. SK Beveren         | 14  | 34 | 2  | 8  | 24 | 30 | 91 | -61  |

Légende
- Champion de Belgique 2002 et qualifié pour la « Ligue des champions » la saison suivante
- Club qualifié pour la « Ligue des champions » la saison suivante
- Club qualifié pour la « Coupe UEFA » la saison suivante
- Club qualifié pour la « Coupe Intertoto » la saison suivante
- Club rétrogradé en Division 3 pour la saison suivante

Abréviations
T : Tenant du titre 2001

C : Vainqueur de la Coupe de Belgique 2001-2002

S : Vainqueur de la Supercoupe de Belgique 2001

 : club promu de « Division 2 » depuis la saison précédente

### Meilleur buteur
Wesley Sonck (K. RC Genk) avec 30 goals. Il est le 52e joueur étranger belge à être sacré meilleur buteur du championnat.

#### Classement des buteurs
Le tableau ci-dessous reprend les 32 meilleurs buteurs du championnat, soit les joueurs ayant inscrit dix buts ou plus durant la saison.
| #   | Pays | Joueur              | Club                     | Buts | Matches joués |
| --- | ---- | ------------------- | ------------------------ | ---- | ------------- |
| 1.  |      | Wesley Sonck        | K. RC Genk               | 30   | 32            |
| 2.  |      | Paul Kpaka          | K. FC GB Antwerpen       | 25   | 31            |
| 3.  |      | Moumouni Dagano     | K. RC Genk               | 20   | 30            |
| =.  |      | Rune Lange          | Club Brugge KV           | 20   | 33            |
| 5.  |      | Alékos Kaklamános   | K. AA Gent               | 18   | 32            |
| 6.  |      | Désiré Mbonabucya   | K. Sint-Truidense VV     | 17   | 26            |
| 7.  |      | Patrick Goots       | R. Antwerp FC            | 16   | 32            |
| =.  |      | Marcin Żewłakow     | R. Excelsior Mouscron    | 16   | 32            |
| 9.  |      | Andrés Mendoza      | Club Brugge KV           | 15   | 32            |
| 10. |      | Ali Lukunku         | R. Standard de Liège     | 13   | 18            |
| =.  |      | Bernd Thijs         | K. RC Genk               | 13   | 34            |
| 12. |      | Djima Oyawolé       | K. AA Gent               | 12   | 25            |
| =.  |      | Ibrahim Tankary     | K. FC Lommelse SK        | 12   | 26            |
| =.  |      | Sambegou Bangoura   | K. SC Lokeren S-N-W      | 12   | 26            |
| =.  |      | Tomas Danilevičius  | K. SK Beveren            | 12   | 30            |
| =.  |      | Dirk Huysmans       | K. FC GB Antwerpen       | 12   | 30            |
| =.  |      | Vedran Pelic        | K. VC Westerlo           | 12   | 32            |
| 18. |      | Gilles De Bilde     | R. SC Anderlecht         | 11   | 27            |
| =.  |      | Aleksandr Kolotilko | RWD Molenbeek            | 11   | 30            |
| =.  |      | Kristof Snelders    | K. FC GB Antwerpen       | 11   | 31            |
| =.  |      | Kevin Vandenbergh   | K. VC Westerlo           | 11   | 31            |
| =.  |      | Danny Boffin        | K. Sint-Truidense VV     | 11   | 34            |
| 23. |      | Michaël Goossens    | R. Standard de Liège     | 10   | 20            |
| =.  |      | Zoran Ban           | R. Excelsior Mouscron    | 10   | 25            |
| =.  |      | Frédéric Tilmant    | R. AA Louviéroise        | 10   | 25            |
| =.  |      | Walter Baseggio     | R. SC Anderlecht         | 10   | 26            |
| =.  |      | Mike Okoth Origi    | K. RC Genk RWD Molenbeek | 10   | 27            |
| =.  |      | Stein Huysegems     | K. Lierse SK             | 10   | 27            |
| =.  |      | Aruna Dindane       | R. SC Anderlecht         | 10   | 28            |
| =.  |      | Damir Stojak        | K. SC Eendracht Aalst    | 10   | 28            |
| =.  |      | Gert Verheyen       | Club Brugge KV           | 10   | 32            |
| =.  |      | Mirosław Waligóra   | K. FC Lommelse SK        | 10   | 33            |

## Récapitulatif de la saison
- Champion : KRC Genk (2e titre)
- Quatorzième équipe à remporter deux titres de champion de Belgique
- Deuxième titre pour la province de Limbourg.

| Région flamande (12)            | Région flamande (12) | Province de Brabant (2)      | Province de Brabant (2) | Région wallonne (4)    | Région wallonne (4) |
| ------------------------------- | -------------------- | ---------------------------- | ----------------------- | ---------------------- | ------------------- |
| Province d'Anvers               | 4                    | Région de Bruxelles-Capitale | 2                       | Province de Hainaut    | 3                   |
| Province de Flandre-Occidentale | 1                    | Province du Brabant flamand  | 0                       | Province de Liège      | 1                   |
| Province de Flandre-Orientale   | 4                    | Province du Brabant wallon   | 0                       | Province de Luxembourg | 0                   |
| Province de Limbourg            | 3                    |                              |                         | Province de Namur      | 0                   |

1. ↑  Au niveau footballistique, la province de Brabant est toujours unitaire malgré sa partition territoriale en 1995.

### Admission et relégation
Le K. SC Eendracht Aalst et le Racing White Daring de Molenbeek ne reçoivent pas leur licence pour le football rémunéré et sont renvoyés directement en Division 3. Le RWDM cesse ses activités à la suite de cette rétrogradation. Ils sont remplacés par le KV Mechelen, champion de deuxième division, et le R. AEC Mons, vainqueur du tour final.

### Changement de nom
Après sa mise en faillite, l'Eendracht Alost est réglementairement obligé de changer de nom et devient le VC Eendracht Aalst 2002. C'est sous ce nom qu'il repart en troisième division.

### Bilan de la saison
| Championnat de Belgique de football 2001-2002 |                                                 |
| Champion                                      | K. RC Genk (2e titre)                           |
| Dauphin                                       | Club Brugge KV                                  |
| Coupes et trophées                            |                                                 |
| Vainqueur de la Coupe de Belgique 2001-2002   | Club Brugge KV                                  |
| Vainqueur de la Supercoupe de Belgique 2001   | R. SC Anderlecht                                |
| Qualifications continentales                  |                                                 |
| Ligue des champions de l'UEFA 2002-2003       | K. RC Genk (Troisième tour de qualification)    |
| Ligue des champions de l'UEFA 2002-2003       | Club Brugge KV (Deuxième tour de qualification) |
| Coupe UEFA 2002-2003                          | R. SC Anderlecht (Premier tour)                 |
| Coupe UEFA 2002-2003                          | R. Excelsior Mouscron (Tour préliminaire)       |
| Coupe Intertoto 2002                          | K. SC Lokeren S-N-W (Premier tour)              |
| Coupe Intertoto 2002                          | K. AA Gent (Deuxième tour)                      |
| Promotions et relégations                     |                                                 |
| Promus en Division 1                          | KV Mechelen                                     |
| Promus en Division 1                          | R. AEC Mons                                     |
| Relégués en Division 3                        | RWD Molenbeek                                   |
| Relégués en Division 3                        | K. SC Eendracht Aalst                           |